# Distretto di Mueang Phatthalung
Il distretto di Mueang Phatthalung (in thailandese: อำเภอเมืองพัทลุง) è un distretto (amphoe) della Thailandia, situato nella provincia di Phatthalung, della quale è il capoluogo.